# Magnanel·liïta
La magnanel·liïta és un mineral de la classe dels sulfats. El nom honora Stefano Magnanelli (n. 1959), químic i col·leccionista de minerals, per les seves contribucions al coneixement de la mineralogia de les venes hidrotermals dels Alps Apuans.

## Característiques
La magnanel·liïta és un sulfat de fórmula química K₃Fe3+₂(SO₄)₄(OH)(H₂O)₂. Va ser aprovada com a espècie vàlida per l'Associació Mineralògica Internacional l'any 2019. Cristal·litza en el sistema monoclínic. La seva duresa a l'escala de Mohs és 3. És l'anàleg de Fe3+ de l'alcaparrosaïta.
Les mostres que van servir per a determinar l'espècie, el que es coneix com a material tipus, es troben conservades a les col·leccions del Museu d'Història Natural de la Universitat de Pisa (Itàlia), amb el número de catàleg: 19894; i a les col·leccions del Museu d'Història Natural del Comtat de Los Angeles, a Los Angeles (Califòrnia) amb el número de catàleg: 67241.

## Formació i jaciments
Va ser descoberta a la mina del Monte Arsiccio, a Sant'Anna di Stazzema, dins la província de Lucca (Toscana, Itàlia), on es troba en forma de prismes amb terminació pronunciada, de fins a 0,5 mm de longitud, associada a giacovazzoïta, guix, jarosita, krausita, melanterita i scordariïta. Aquesta mina italiana és l'únic indret de tot el planeta on ha estat descrita aquesta espècie mineral.